# Duplominona muslimini
Duplominona muslimini är en plattmaskart som beskrevs av Martens och Curini-Galletti 1989. Duplominona muslimini ingår i släktet Duplominona och familjen Monocelididae.
Artens utbredningsområde är Indiska oceanen. Inga underarter finns listade i Catalogue of Life.